# Abbaye de la Cour-Notre-Dame
L'abbaye de la Cour-Notre-Dame est une ancienne abbaye française du diocèse de Sens située d'abord à Villuis puis transférée à Michery (Yonne).
L'ancien établissement de Michery est aujourd'hui un bâtiment agricole.

## Localisation
L'abbaye est située dans le sud de la commune de Michery, dans le département de l'Yonne, à environ 15 km au nord de Sens, en rive droite (côté est) de l'Oreuse.

## Historique
C'est une abbaye de moniales cisterciennes fondée à Villuis (Seine-et-Marne, ancien diocèse de Sens, environ 30 km au nord de Sens) avant 1191 et vouée aux soins des lépreux.
L'archevêque de Sens Gautier Cornu autorise en 1225 l'installation d'une abbaye de moniales de l'ordre de Cîteaux au lieu-dit la Cour-Notre-Dame sur Villius. L'abbaye de la Cour-Notre-Dame de Villuis est donc unie à Citeaux à cette date. Puis l'établissement est transféré en 1227 à Michery, au bord de l'Oreuse. L'établissement de Michery est également appelé « Notre-Dame-lès-Gouvernay »,.
Après cette union, la maison de Villuis continue d'être utilisée comme hôtellerie pour les enfants (garçons et filles), probablement ceux des lépreux. Les moniales continuent aussi de s'occuper de la léproserie.
Ses domaines sont principalement sur les finages de Bazoches-sur-le-Betz, Compigny, Serbonnes, Michery, Pont-sur-Yonne, Traînel et Villuis.
Dévastée par la guerre de Cent Ans au début du XVe siècle, elle devient simple prieuré en 1463.
En 1496 les moniales sont remplacées par des moines de Citeaux.
La chapelle est classée au titre des monuments historiques en 1963.
Prieuré Notre-Dame de Sixte
Un prieuré Notre-Dame est mentionné à Sixte, hameau de Michery à environ 1 km au nord-ouest de l'ancienne abbaye et également situé sur le cours de l'Oreuse. Dépendant de l'abbaye de Pothières, il est uni au Grand séminaire de Sens en 1742.

## Description
Outre les bâtiments de ferme, il ne reste que le chœur de l'ancienne église abbatiale, transformé en chapelle au XVIe siècle (M.H.). Elle montre une rosace murée du XIIIe siècle, une voûte du XVe siècle, et un portail sculpté de 1532 avec inscriptions latines.